# Киби-Жикья
Киби-Жикья (удм. Кибы-Ӝыкъя) — село в Увинском районе Удмуртии, входит в состав Чистостемского сельского поселения.

## География
Деревня находится на расстоянии 12 км к югу от посёлка Ува, административного центра района, и 64 км к западу от города Ижевск, столицы республики.

### Часовой пояс
Деревня Киби-Жикья, как и вся Удмуртия, находится в часовой зоне МСК+1. Смещение применяемого времени относительно UTC составляет +4:00.

## Население
| 2010 | 2012 |
| ---- | ---- |
| 425  | ↘402 |

## Улицы
| - ул. 40 лет Победы, - ул. Ленина, - ул. Лесная, | - ул. Молодёжная, - ул. Центральная, - ул. Школьная. |